# Bob ai I Giochi olimpici invernali
Ai I Giochi olimpici invernali svoltisi nel 1924 a Chamonix (Francia) vennero assegnate tre sole medaglie e nel bob a 4 maschile (alla gara erano ammessi anche equipaggi da 5). La gara si svolse sulla pista di bob dei Pélerins.

## Calendario
| Uomini |  | Bob a quattro | Bob a quattro |  |   |
| Finali |  |               | 1             |  | 1 |

## Atleti iscritti
| Europa (39)                              | Europa (39)                        |
| ---------------------------------------- | ---------------------------------- |
| - Belgio (5) - Francia (8) - Italia (10) | - Gran Bretagna (8) - Svizzera (8) |

## Podio

### Uomini
| Evento                   | Oro                                                                       | Tempo   | Argento                                                                        | Tempo   | Bronzo                                                                                   | Tempo   |
| Bob a quattro (dettagli) | Svizzera I Eduard Scherrer Alfred Neveu Alfred Schläppi Heinrich Schläppi | 5'45"54 | Gran Bretagna II Ralph Broome Terence Arnold Alexander Richardson Rodney Soher | 5'48"83 | Belgio Charles Mulder René Mortiaux Paul van den Broeck Victor Verschueren Henri Willems | 6'02"29 |

## Medagliere
| Posizione | Paese         |   |   |   | Totale |
| --------- | ------------- | - | - | - | ------ |
| 1         | Svizzera      | 1 | 0 | 0 | 1      |
| 2         | Gran Bretagna | 0 | 1 | 0 | 1      |
| 3         | Belgio        | 0 | 0 | 1 | 1      |
| Totale    | Totale        | 1 | 1 | 1 | 3      |